# Liste von Psychiatrien in Brandenburg
Die Liste von Psychiatrien in Brandenburg ist eine unvollständige Liste und erfasst ehemalige und aktuelle psychiatrische Fachkliniken des Landes Brandenburg.

## Liste
| Name                                                           | Ort                         | Gründung  | Bemerkungen | Bild |
| -------------------------------------------------------------- | --------------------------- | --------- | ----------- | ---- |
| Asklepios Fachklinikum Brandenburg                             | Brandenburg an der Havel    | 1911      |             |      |
| Asklepios Fachklinikum Lübben                                  | Lübben (Spreewald)          | 1891/1893 |             |      |
| Martin Gropius Krankenhaus                                     | Eberswalde                  | 1945      |             |      |
| Oberbergklinik Berlin/Brandenburg                              | Wendisch Rietz              | 1988      |             |      |
| Zentrum für Psychosoziale Gesundheit am Klinikum Niederlausitz | Senftenberg und Lauchhammer | 1885      |             |      |

- Karte mit allen verlinkten Seiten:
- OSM |
- WikiMap